# Schelannoje (Kaliningrad)
Schelannoje (russisch Желанное, deutsch Henskischken, 1938 bis 1945 Hensken, litauisch Enskiškiai) ist eine Siedlung in der russischen Oblast Kaliningrad. Sie gehört zur kommunalen Selbstverwaltungseinheit Munizipalkreis Krasnosnamensk im Rajon Krasnosnamensk.

## Geographische Lage
Schelannoje liegt an der Regionalstraße 27A-025 (ex R508), 20 Kilometer südwestlich der Rajonstadt Krasnosnamensk (Lasdehnen/Haselberg) und 7 Kilometer westlich der einstigen Kreisstadt Dobrowolsk (Pillkallen/Schloßberg). Eine Bahnanbindung besteht nicht.

## Geschichte

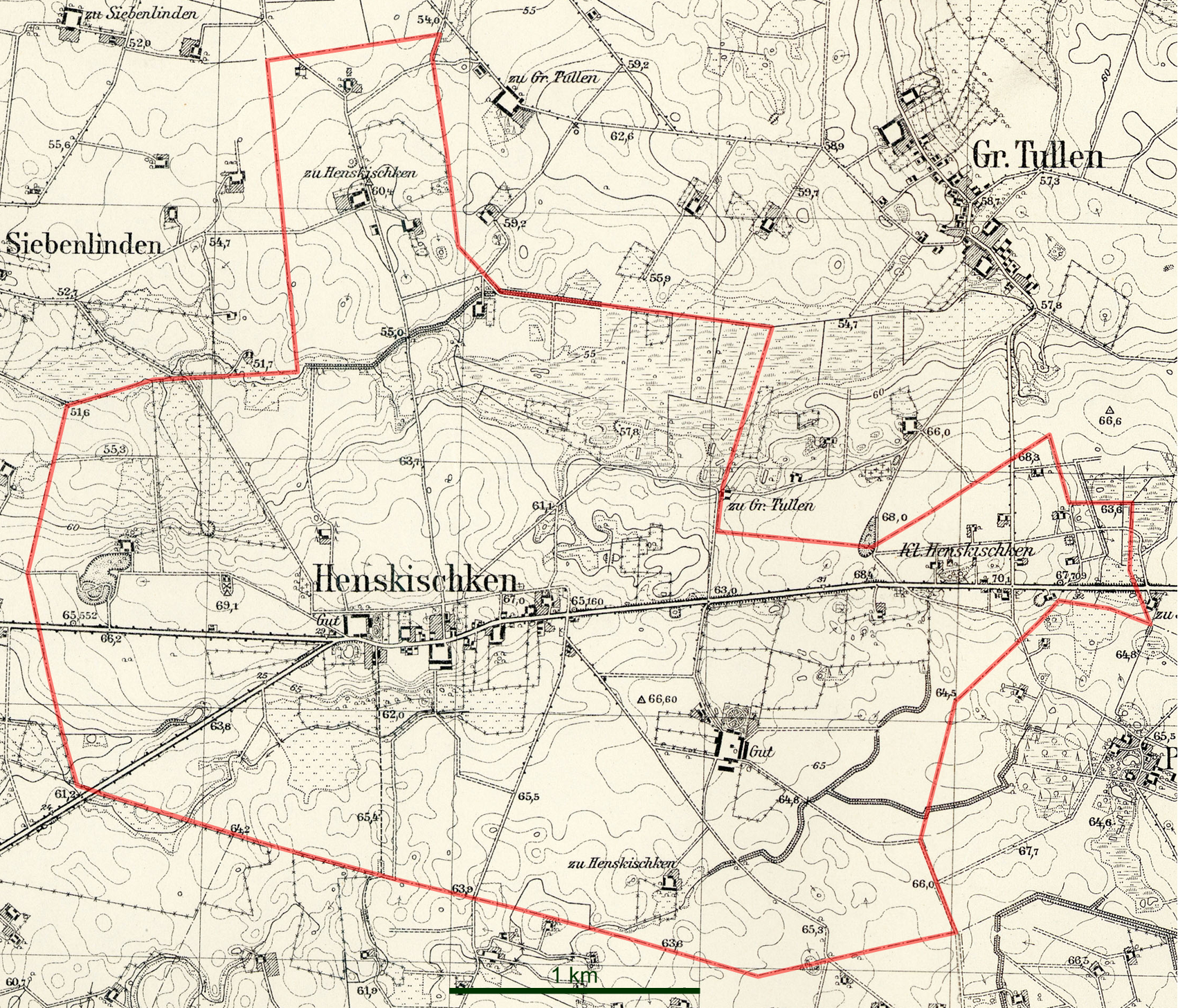
Die Landgemeinde Henskischken auf einem Messtischblatt von 1933

Im Jahre 1539 wurde das damals Eglenick genannte kleine Dorf zum ersten Mal urkundlich erwähnt. Um 1780 war Henskischken ein meliertes Dorf, das auch eine Wind- und Ölmühle besaß. 1874 wurde die Landgemeinde Henskischken Amtssitz und namensgebend für einen neu errichteten Amtsbezirk im Kreis Pillkallen. Zu Henskischken gehörte auch der Wohnplatz Klein Henskischken. 1938 wurde Henskischken in Hensken umbenannt.
1945 kam der Ort in Folge des Zweiten Weltkrieges mit dem nördlichen Ostpreußen zur Sowjetunion. Im Jahr 1947 erhielt er die russische Bezeichnung Schelannoje (dt. etwa „Sehnsuchtsort“) und wurde gleichzeitig dem Dorfsowjet Dobrowolski selski Sowet im Rajon Krasnosnamensk zugeordnet. Von 2008 bis 2015 gehörte Schelannoje zur Landgemeinde Wesnowskoje selskoje posselenije, von 2016 bis 2021 zum Stadtkreis Krasnosnamensk und seither zum Munizipalkreis Krasnosnamensk.

### Einwohnerentwicklung
| Jahr | Einwohner | Bemerkungen                      |
| ---- | --------- | -------------------------------- |
| 1867 | 559       |                                  |
| 1871 | 472       |                                  |
| 1885 | 524       | davon in Klein Henskischken 8    |
| 1905 | 469       | davon in Klein Henskischken < 10 |
| 1910 | 460       |                                  |
| 1933 | 457       |                                  |
| 1939 | 423       |                                  |
| 1984 | ~ 220     |                                  |
| 2002 | 133       |                                  |
| 2010 | 127       |                                  |
| 2021 | 89        |                                  |

### Amtsbezirk Henskischken/Hensken (1874–1945)
In den Amtsbezirk Henskischken (1939 bis 1945 „Amtsbezirk Hensken“) waren von Anfang bis Ende elf Dörfer eingegliedert:
| Name                       | Änderungsname von 1938 | Russischer Name nach 1945 |
| -------------------------- | ---------------------- | ------------------------- |
| Antmirehlen                | Werben (1935)          | Saltykowka                |
| Belsen                     |                        |                           |
| Budupönen Ksp. Kussen      | Buden                  | Petrowskoje               |
| Duden Ksp. Kussen          | Dudenwalde             | Denissowo                 |
| Eymenischken-Wassaken      | Stutbruch              | Dmitrowo                  |
| Groß Tullen                | Reinkenwalde           | Tuschino                  |
| Henskischken               | Hensken                | Schelannoje               |
| Laugallen Ksp. Kussen      | Lorenzen               | Petrowskoje               |
| Petzingken Ksp. Pillkallen | Hainort                | Pskowskoje                |
| Puschinnen                 | Grenzbrück             |                           |
| Septinlöpen                | Siebenlinden (1928)    | Petrowskoje               |

## Kirche
Die Bevölkerung Henskischkens resp. Henskens war vor 1945 fast ohne Ausnahme evangelischer Konfession. Das Dorf war in das Kirchspiel der Kirche in Kussen (heute russisch: Wesnowo) eingepfarrt und somit Teil des Kirchenkreises Pillkallen (Schloßberg) in der Kirchenprovinz Ostpreußen der Kirche der Altpreußischen Union. Heute liegt Schelannoje im Einzugsgebiet der in den 1990er Jahren neu entstandenen evangelisch-lutherischen Gemeinde in Sabrodino (Lesgewangminnen, 1938 bis 1946 Lesgewangen) innerhalb der Propstei Kaliningrad der Evangelisch-lutherischen Kirche Europäisches Russland.